# Danh sách chuyển nhượng bóng đá Anh đông 2017–18
Thị trường chuyển nhượng bóng đá Anh mùa đông 2017–18 mở cửa vào ngày 1 tháng 1 và đóng lại vào ngày 1 tháng 2. Thêm vào đó, các cầu thủ tự do có thế ký hợp đồng vào bất cứ lúc nào, các câu lạc bộ có thể mượn cầu thủ bất cứ lúc nào, và câu lạc bộ có thể mua thủ môn trong trường hợp khẩn cấp. Danh sách này bao gồm chuyển nhượng của ít nhất một câu lạc bộ ở Premier League hay Football League Championship hoàn tất sau sự kết thúc của thị trường chuyển nhượng hè 2017 và trước khi kết thúc thị trường mùa đông 2017–18.

## Chuyển nhượng
| Thời gian               | Cầu thủ                   | Nơi đi                  | Nơi đến                 | Giá           |
| ----------------------- | ------------------------- | ----------------------- | ----------------------- | ------------- |
| 31 tháng 8 năm 2017[a]  | Adrien Silva              | Sporting CP             | Leicester City          | £22m          |
| 6 tháng 9 năm 2017[a]   | Viktor Gyökeres           | Brommapojkarna          | Brighton & Hove Albion  | Không tiết lộ |
| 8 tháng 9 năm 2017      | Vincent Janssen           | Tottenham Hotspur       | Fenerbahçe              | Cho mượn      |
| 21 tháng 9 năm 2017     | Anders Lindegaard         | Tự do                   | Burnley                 | Miễn phí      |
| 21 tháng 9 năm 2017[a]  | Diego Costa               | Chelsea                 | Atlético Madrid         | £50m          |
| 27 tháng 12 năm 2017[a] | Virgil van Dijk           | Southampton             | Liverpool               | £75m          |
| 29 tháng 12 năm 2017    | Fraser Horsfall           | Huddersfield Town       | Kidderminster           | Không tiết lộ |
| 1 tháng 1 năm 2018      | Louis Moult               | Motherwell              | Preston                 | £500,000      |
| 2 tháng 1 năm 2018      | Terence Kongolo           | AS Monaco               | Huddersfield Town       | Cho mượn      |
| 2 tháng 1 năm 2018      | Danny Rowe                | Ipswich Town            | Lincoln City            | Cho mượn      |
| 3 tháng 1 năm 2018      | Stephy Mavididi           | Arsenal                 | Charlton Athletic       | Cho mượn      |
| 3 tháng 1 năm 2018      | Jordan Maguire-Drew       | Brighton & Hove Albion  | Coventry                | Cho mượn      |
| 3 tháng 1 năm 2018      | Billy Bodin               | Bristol Rovers          | Preston                 | Không tiết lộ |
| 3 tháng 1 năm 2018      | Sylvain Deslandes         | Wolverhampton Wanderers | Portsmouth              | Cho mượn      |
| 3 tháng 1 năm 2018      | Connor Ronan              | Wolverhampton Wanderers | Portsmouth              | Cho mượn      |
| 3 tháng 1 năm 2018      | Yeni N'Gbakoto            | Queens Park Rangers     | EA Guingamp             | Không tiết lộ |
| 3 tháng 1 năm 2018      | James Hanson              | Sheffield United        | Bury                    | Cho mượn      |
| 3 tháng 1 năm 2018      | Rafa Mir                  | Valencia                | Wolverhampton Wanderers | Không tiết lộ |
| 4 tháng 1 năm 2018      | Robert Dickie             | Reading                 | Oxford United           | Không tiết lộ |
| 4 tháng 1 năm 2018      | Konstantinos Mavropanos   | PAS Giannina            | Arsenal                 | Không tiết lộ |
| 4 tháng 1 năm 2018      | Ike Ugbo                  | Chelsea                 | Milton Keynes Dons      | Cho mượn      |
| 5 tháng 1 năm 2018      | Shay Facey                | Manchester City         | Northampton Town        | Không tiết lộ |
| 5 tháng 1 năm 2018      | Corey Whelan              | Liverpool               | Yeovil Town             | Cho mượn      |
| 5 tháng 1 năm 2018      | Brandon Mason             | Watford                 | Dundee United           | Cho mượn      |
| 5 tháng 1 năm 2018      | Aaron Ramsdale            | Bournemouth             | Chesterfield            | Cho mượn      |
| 5 tháng 1 năm 2018      | Ross Barkley              | Everton                 | Chelsea                 | £15m          |
| 5 tháng 1 năm 2018      | Jake Kean                 | Sheffield Wednesday     | Grimsby Town            | Cho mượn      |
| 5 tháng 1 năm 2018      | Cenk Tosun                | Beşiktaş                | Everton                 | £27m          |
| 7 tháng 1 năm 2018      |                           |                         |                         |               |
| Kevin Mirallas          | Everton                   | Olympiacos              | Cho mượn                |               |
| 8 tháng 1 năm 2018      | Philippe Coutinho         | Liverpool               | Barcelona               | £142m         |
| 8 tháng 1 năm 2018      | Jake Clarke-Salter        | Chelsea                 | Sunderland              | Cho mượn      |
| 8 tháng 1 năm 2018      | Georges-Kévin N'Koudou    | Tottenham Hotspur       | Burnley                 | Cho mượn      |
| 9 tháng 1 năm 2018      |                           |                         |                         |               |
| Moritz Bauer            | Rubin Kazan               | Stoke City              | Không tiết lộ           |               |
| 10 tháng 1 năm 2018     | Lee Evans                 | Wolverhampton Wanderers | Sheffield United        | £750,000      |
| 10 tháng 1 năm 2018     | James Wilson              | Manchester United       | Sheffield United        | Cho mượn      |
| 11 tháng 1 năm 2018     | Francis Coquelin          | Arsenal                 | Valencia                | €14m          |
| 11 tháng 1 năm 2018     | Cameron Brannagan         | Liverpool               | Oxford United           | Không tiết lộ |
| 11 tháng 1 năm 2018     | Laurens De Bock           | Club Brugge             | Leeds United            | Không tiết lộ |
| 11 tháng 1 năm 2018     | Lee Frecklington          | Rotherham United        | Lincoln City            | Không tiết lộ |
| 11 tháng 1 năm 2018     | Paul Green                | Oldham United           | Crewe Alexandra         | Cho mượn      |
| 11 tháng 1 năm 2018     | Ben Whiteman              | Oldham United           | Doncaster Rovers        | Undisclossed  |
| 11 tháng 1 năm 2018     | Donovan Wilson            | Wolverhampton Wanderers | Port Vale               | Cho mượn      |
| 11 tháng 1 năm 2018     | Ryan Yates                | Nottingham Forest       | Scunthorpe United       | Cho mượn      |
| 12 tháng 1 năm 2018     | Alex Pritchard            | Norwich City            | Huddersfield Town       | Không tiết lộ |
| 12 tháng 1 năm 2018     | Noor Husin                | Crystal Palace          | Notts County            | Không tiết lộ |
| 12 tháng 1 năm 2018     | Harry Charsley            | Everton                 | Bolton Wanderers        | Cho mượn      |
| 12 tháng 1 năm 2018     | Isaac Buckley-Ricketts    | Manchester City         | Oxford United           | Cho mượn      |
| 13 tháng 1 năm 2018     | Fousseni Diabaté          | Gazélec Ajaccio         | Leicester City          | Không tiết lộ |
| 15 tháng 1 năm 2018     | Marcus Edwards            | Tottenham Hotspur       | Norwich City            | Cho mượn      |
| 15 tháng 1 năm 2018     | Ricky Holmes              | Charlton Athletic       | Sheffield United        | Không tiết lộ |
| 16 tháng 1 năm 2018     | Cameron Jerome            | Norwich City            | Derby County            | £1.5m         |
| 16 tháng 1 năm 2018     | Keshi Anderson            | Crystal Palace          | Swindon Town            | Không tiết lộ |
| 16 tháng 1 năm 2018     | Kean Bryan                | Manchester City         | Oldham Athletic         | Cho mượn      |
| 16 tháng 1 năm 2018     | Jack Payne                | Huddersfield Town       | Blackburn Rovers        | Cho mượn      |
| 17 tháng 1 năm 2018     | Theo Walcott              | Arsenal                 | Everton                 | £20m          |
| 17 tháng 1 năm 2018     | Joey Pelupessy            | Heracles Almelo         | Sheffield Wednesday     | Không tiết lộ |
| 17 tháng 1 năm 2018     | Adam Forshaw              | Middlesbrough           | Leeds United            | £4.5m         |
| 17 tháng 1 năm 2018     | Mihai Dobre               | Bournemouth             | Rochdale                | Cho mượn      |
| 17 tháng 1 năm 2018     | Dan Agyei                 | Burnley                 | Blackpool               | Cho mượn      |
| 17 tháng 1 năm 2018     | Marko Grujić              | Liverpool               | Cardiff City            | Cho mượn      |
| 18 tháng 1 năm 2018     | Kostas Stafylidis         | Augsburg                | Stoke City              | Cho mượn      |
| 18 tháng 1 năm 2018     | Jürgen Locadia            | PSV Eindhoven           | Brighton & Hove Albion  | £14m          |
| 18 tháng 1 năm 2018     | Gboly Ariyibi             | Nottingham Forest       | Northampton Town        | Cho mượn      |
| 18 tháng 1 năm 2018     | Daniel Barlaser           | Newcastle United        | Crewe Alexandra         | Cho mượn      |
| 18 tháng 1 năm 2018     | Tahvon Campbell           | West Bromwich Albion    | Forest Green Rovers     | Cho mượn      |
| 18 tháng 1 năm 2018     | Cameron Carter-Vickers    | Tottenham Hotspur       | Ipswich Town            | Cho mượn      |
| 18 tháng 1 năm 2018     | Stephen Gleeson           | Birmingham City         | Ipswich Town            | Miễn phí      |
| 18 tháng 1 năm 2018     | Harry McKirdy             | Aston Villa             | Crewe Alexandra         | Cho mượn      |
| 18 tháng 1 năm 2018     | George Miller             | Middlesbrough           | Bury                    | Cho mượn      |
| 18 tháng 1 năm 2018     | Daniel Pinillos           | Córdoba                 | Barnsley                | Không tiết lộ |
| 22 tháng 1 năm 2018     | Alexis Sánchez            | Arsenal                 | Manchester United       | Hoán đổi      |
| 22 tháng 1 năm 2018     | Henrikh Mkhitaryan        | Manchester United       | Arsenal                 | Hoán đổi      |
| 22 tháng 1 năm 2018     | Erdal Rakip               | Benfica                 | Crystal Palace          | Cho mượn      |
| 22 tháng 1 năm 2018     | Ryan Loft                 | Tottenham Hotspur       | Exeter City             | Cho mượn      |
| 22 tháng 1 năm 2018     | Kenny McLean              | Aberdeen                | Norwich City            | Không tiết lộ |
| 22 tháng 1 năm 2018     | Kenny McLean              | Norwich City            | Aberdeen                | Cho mượn      |
| 23 tháng 1 năm 2018     | Jarosław Jach             | Zagłębie Lubin          | Crystal Palace          | Không tiết lộ |
| 23 tháng 1 năm 2018     | Aaron Lennon              | Everton                 | Burnley                 | Không tiết lộ |
| 23 tháng 1 năm 2018     | Kenedy                    | Chelsea                 | Newcastle United        | Cho mượn      |
| 23 tháng 1 năm 2018     | Ritchie De Laet           | Aston Villa             | Royal Antwerp           | Cho mượn      |
| 25 tháng 1 năm 2018     | Axel Tuanzebe             | Manchester United       | Aston Villa             | Cho mượn      |
| 25 tháng 1 năm 2018     | Onel Hernández            | Eintracht Braunschweig  | Norwich City            | Không tiết lộ |
| 25 tháng 1 năm 2018     | Dennis Srbeny             | SC Paderborn 07         | Norwich City            | Không tiết lộ |
| 25 tháng 1 năm 2018     | Loïs Diony                | Saint-Étienne           | Bristol City            | Cho mượn      |
| 25 tháng 1 năm 2018     | Guido Carrillo            | AS Monaco               | Southampton             | £19 m         |
| 26 tháng 1 năm 2018     | João Mário                | Inter Milan             | West Ham United         | Cho mượn      |
| 26 tháng 1 năm 2018     | Duckens Nazon             | Wolverhampton Wanderers | Oldham Athletic         | Cho mượn      |
| 26 tháng 1 năm 2018     | Ben Sheaf                 | Arsenal                 | Stevenage               | Cho mượn      |
| 26 tháng 1 năm 2018     | Mallik Wilks              | Leeds United            | Grimsby Town            | Cho mượn      |
| 27 tháng 1 năm 2018     | Shaun Donnellan           | West Bromwich Albion    | Yeovil Town             | Miễn phí      |
| 29 tháng 1 năm 2018     | Adrian Popa               | Reading                 | Al-Taawoun              | Cho mượn      |
| 29 tháng 1 năm 2018     | Tommy Elphick             | Aston Villa             | Reading                 | Cho mượn      |
| 29 tháng 1 năm 2018     | Leonardo Ulloa            | Leicester City          | Brighton & Hove Albion  | Cho mượn      |
| 29 tháng 1 năm 2018     | Daniel Sturridge          | Liverpool               | West Bromwich Albion    | Cho mượn      |
| 29 tháng 1 năm 2018     | Gerard Deulofeu           | Barcelona               | Watford                 | Cho mượn      |
| 29 tháng 1 năm 2018     | Ali Gabr                  | Zamalek                 | West Bromwich Albion    | Cho mượn      |
| 29 tháng 1 năm 2018     | Luke Amos                 | Tottenham Hotspur       | Stevenage               | Cho mượn      |
| 29 tháng 1 năm 2018     | Anton Walkes              | Tottenham Hotspur       | Portsmouth              | Cho mượn      |
| 29 tháng 1 năm 2018     | Adam King                 | Swansea                 | Mansfield Town          | Cho mượn      |
| 29 tháng 1 năm 2018     | Caolan Lavery             | Sheffield United        | Rotherham United        | Cho mượn      |
| 29 tháng 1 năm 2018     | Connor Mahoney            | Bournemouth             | Barnsley                | Cho mượn      |
| 29 tháng 1 năm 2018     | Boris Mathis              | Everton                 | Northampton Town        | Cho mượn      |
| 29 tháng 1 năm 2018     | Ashley Smith-Brown        | Manchester City         | Oxford United           | Cho mượn      |
| 29 tháng 1 năm 2018     | Harry Toffolo             | Norwich City            | Millwall                | Cho mượn      |
| 29 tháng 1 năm 2018     | Aaron Tshibola            | Aston Villa             | Kilmarnock              | Cho mượn      |
| 29 tháng 1 năm 2018     | Diafra Sakho              | West Ham United         | Stade Rennais           | Không tiết lộ |
| 30 tháng 1 năm 2018     | Aymeric Laporte           | Athletic Bilbao         | Manchester City         | £57m          |
| 30 tháng 1 năm 2018     | Diogo Jota                | Atlético Madrid         | Wolverhampton Wanderers | Không tiết lộ |
| 30 tháng 1 năm 2018     | Ahmed Musa                | Leicester City          | CSKA Moscow             | Cho mượn      |
| 30 tháng 1 năm 2018     | Josh Tymon                | Stoke City              | Milton Keynes Dons      | Cho mượn      |
| 30 tháng 1 năm 2018     | Emerson Palmieri          | Roma                    | Chelsea                 | £20m          |
| 30 tháng 1 năm 2018     | Jack Harrison             | New York City           | Manchester City         | Không tiết lộ |
| 30 tháng 1 năm 2018     | Jack Harrison             | Manchester City         | Middlesbrough           | Cho mượn      |
| 30 tháng 1 năm 2018     | Dodi Lukebakio            | Anderlecht              | Watford                 | Không tiết lộ |
| 30 tháng 1 năm 2018     | Sandro Ramírez            | Everton                 | Sevilla                 | Cho mượn      |
| 30 tháng 1 năm 2018     | Tobias Figueiredo         | Sporting CP             | Nottingham Forest       | Cho mượn      |
| 31 tháng 1 năm 2018     | Pierre-Emerick Aubameyang | Borussia Dortmund       | Arsenal                 | £56m          |
| 31 tháng 1 năm 2018     | Ben Marshall              | Wolverhampton Wanderers | Millwall                | Cho mượn      |
| 31 tháng 1 năm 2018     | Todd Kane                 | Chelsea                 | Oxford United           | Cho mượn      |
| 31 tháng 1 năm 2018     | Dylan Mottley-Henry       | Barnsley                | Chesterfield            | Cho mượn      |
| 31 tháng 1 năm 2018     | Olamide Shodipo           | Queens Park Rangers     | Colchester United       | Cho mượn      |
| 31 tháng 1 năm 2018     | Lloyd Jones               | Liverpool               | Luton Town              | Không tiết lộ |
| 31 tháng 1 năm 2018     | Stephen Humphrys          | Fulham                  | Rochdale                | Cho mượn      |
| 31 tháng 1 năm 2018     | George Williams           | Fulham                  | St Johnstone            | Cho mượn      |
| 31 tháng 1 năm 2018     | Tyler Roberts             | West Bromwich Albion    | Leeds United            | £2.5m         |
| 31 tháng 1 năm 2018     | Kyle Howkins              | West Bromwich Albion    | Port Vale               | Cho mượn      |
| 31 tháng 1 năm 2018     | Ben Hall                  | Brighton & Hove Albion  | Notts County            | Cho mượn      |
| 31 tháng 1 năm 2018     | Tom Anderson              | Burnley                 | Doncaster Rovers        | Cho mượn      |
| 31 tháng 1 năm 2018     | Matt Penney               | Sheffield Wednesday     | Mansfield Town          | Cho mượn      |
| 31 tháng 1 năm 2018     | Tino Sardinha             | Lecce                   | Stoke City              | Không tiết lộ |
| 31 tháng 1 năm 2018     | Olivier Giroud            | Arsenal                 | Chelsea                 | Không tiết lộ |
| 31 tháng 1 năm 2018     | Michy Batshuayi           | Chelsea                 | Borussia Dortmund       | Cho mượn      |
| 31 tháng 1 năm 2018     | Freddie Woodman           | Newcastle United        | Aberdeen                | Cho mượn      |
| 31 tháng 1 năm 2018     | Lucas Moura               | Paris Saint-Germain     | Tottenham Hotspur       | £25m          |
| 31 tháng 1 năm 2018     | Ademola Lookman           | Everton                 | RB Leipzig              | Cho mượn      |
| 31 tháng 1 năm 2018     | Eliaquim Mangala          | Manchester City         | Everton                 | Cho mượn      |
| 31 tháng 1 năm 2018     | André Ayew                | West Ham United         | Swansea City            | £20m          |
| 31 tháng 1 năm 2018     | Andy King                 | Leicester City          | Swansea City            | Cho mượn      |
| 31 tháng 1 năm 2018     | Lewis Grabban             | Bournemouth             | Aston Villa             | Cho mượn      |

a  Player officially joined his club on ngày 1 tháng 1 năm 2018.